# She Would Be an Actress
She Would Be an Actress è un cortometraggio muto del 1909. Il nome del regista non viene riportato nei credit del film.

## Trama
La signora Youngwife è presa dalla sacra passione per il palcoscenico e pensa solo a recitare. Si compera un manuale su come diventare attrice e poi annuncia di essere pronta per il debutto. Il marito non sa più che fare. Travestito, si reca in teatro dove si fa notare tra il pubblico,  presentandosi come un ardente ammiratore e chiedendo all'attrice di divorziare per poter essere solo sua. La signora, allora, preferisce sacrificare la propria "arte" per ritornarsene buona buona a casa dal suo maritino.

## Produzione
Il film fu prodotto dalla Lubin Manufacturing Company.

## Distribuzione
Distribuito dalla Lubin Manufacturing Company, il film - un cortometraggio della durata di cinque minuti - uscì nelle sale cinematografiche statunitensi il 5 agosto 1909. Nelle proiezioni, veniva programmato con il sistema dello split reel, accorpato in un'unica bobina con un altro cortometraggio prodotto dalla Lubin, la commedia His Little Girl.